# بيدك (رقة)
بیدك (بالفارسية: بیدک) هي مستوطنة تقع في إيران في قسم رقة الريفي.